# Долішнє Сидієво
Долішнє Сиді́єво (болг. Долно Съдиево) — село в Хасковській області Болгарії. Входить до складу общини Маджарово.

## Населення
За даними перепису населення 2011 року у селі проживали 105 осіб, з них 104 особи (99,0%) — турки.
Розподіл населення за віком у 2011 році:
Динаміка населення: